# Вергелюк-Стрілець Марина Миколаївна
Марина Миколаївна Стрілець-Вергелюк (24 червня 1978, Херсон) — українська гандболістка, призер Олімпійських ігор.

## Біографія
Перший тренер — Юрій Васильович Здвижко. Вихованка херсонської ДЮСШ-5 і Херсонського вищого училища фізичної культури. 
Виступала за команди «Спартак» (Київ) у 1995–2003 рр., «Крім», Любляна, Словенія з 2003 по 2013 рр..
Закінчила Національний університет фізичного виховання й спорту (2000 р.)
Срібна призерка чемпіонату Європи 2000 р. Чемпіонка Європи серед юніорок 1994 р. Дворазова фіналістка Ліги чемпіонів 2004 і 2006 рр.
Бронзову олімпійську медаль вона виборола на афінській Олімпіаді в складі збірної України з гандболу.

## Титули
- Чемпіонка України і Словенії
- Фіналістка Ліги чемпіонів: 2003/04, 2005/06
- Фіналістка Кубка кубків: 2002/03
- Чемпіонка Європи серед юніорок (U-17): 1994
- Срібна призерка молодіжного чемпіонату Європи (U-19): 1996
- Срібна призерка чемпіонату Європи: 2000
- Бронзова призерка Олімпійських ігор: 2004

## Державні нагороди
Заслужений майстер спорту України. Нагороджена орденом «Княгині Ольги» 3-го ступеня.